# Sonate voor twee piano's en slagwerk (Bartók)
De Sonate voor twee piano's en slagwerk (Sz. 110, BB 115) (ook: Concert voor twee piano's met orkest) is een compositie van Béla Bartók uit 1937. Het werk ging in première met de componist en zijn tweede vrouw Ditta Pásztory-Bartók, op piano en de slagwerkers Saul Goodman en Henry Deneke op het verjaardagsconcert van de International Society for Contemporary Music (ISCM) op 16 januari 1938 in Bazel. Het werk werd enthousiast door de pers ontvangen en werd sindsdien een van de meest gespeelde werken van de componist.

## Uitvoering
De partituur schrijft vier uitvoerende musici  voor: twee pianisten en twee slagwerkers, die zeven verschillende typen instrumenten bespelen: 3 pauken, grote trom, bekkens, triangel, 2 kleine troms (snare drums, zowel een met de snaren aan en een met de snaren uit), gong en xylofoon. In de uitgegeven partituur geeft de componist zeer gedetailleerde aanwijzingen voor de opstelling van de instrumenten en piano's, maar ook voor de slagwerkers. Zo wordt bijvoorbeeld aangegeven welk deel van de bekkens moet worden aangeslagen, en met welk soort stok. Bartók behandelt ook de piano's in dit werk veelal als slaginstrument. De twee pianopartijen zijn qua technische moeilijkheid ongeveer gelijkwaardig. In de versie zonder orkest schrijft Bartók voor dat een van de twee pianisten de repetities en uitvoering moet leiden en verantwoordelijk is voor het ensemble. Deze pianist moet erop toezien dat de aanwijzingen in de  partituur zo nauwgezet mogelijk opgevolgd worden. In de thema's wordt door de componist met grote regelmaat de Fibonaccireeks gebruikt als bouwsteen.

## Delen
Het werk bestaat uit drie afzonderlijke delen:
1. Assai lento - Allegro troppoHet eerste deel is geschreven in een licht-veranderde sonatevorm. Er zijn duidelijk te onderscheiden secties. Het deel bestaat uit een inleiding, expositie, doorwerking, reprise en coda. Bartók speelt echter met de normale relaties tussen de tonaliteit van de secties: hij start in fis en eindigt in C majeur, terwijl daartussen diverse onverwachte toonsoorten opduiken. Het ritme van dit deel is gevarieerd binnen de begrenzingen die door de 9/8 maatsoort worden opgelegd. Waar het deel ook afwijkt van de klassieke sonatevorm is in zijn lengte: het beslaag meer dan de helft van het totale werk in speelduur.
- Het thema van het eerste deel: 

2. Lento, ma non troppoDit middendeel is geschreven in de traditionele A-B-A-vorm. Het is een voorbeeld van Bartók's nachtmuziekidioom. Het stuk begint zeer zacht met een slagwerkinleiding, waarna de piano's een voor een zangerige en chromatische koraalachtige melodie presenteren. Vervolgens ontwikkelt het stuk zich naar een meer percussief hoogtepunt, en keert -net als in een nocturne- terug tot stilte en rust.
- Het thema van het tweede deel: 

3. Allegro non troppoHet laatste deel is een rondo-achtige dans in 2/4 maat, die zowel begint als eindigt in C majeur. De piano's beginnen het deel, de xylofoon volgt daarop. Aan het einde van het werk sterft de pianoklank uit en is er een laatste stille duet tussen de snare drum en de bekkens. 
- Het thema van het 3e deel: 

## Concertversie
In 1940, inspireerde uitgever en impresario Heinsheimer Bartók om het werk te orkestreren. Dit resulteerde in de tweede versie van het werk,  met als titel Concert voor twee piano's met orkest. De vier solisten behielden in essentie hun materiaal.

### Bezetting
- Fluit I & II (en dubbelende piccolo's)
- Hobo I & II (en dubbelende althobo)
- Klarinet I & II ( in Bb en A)
- Fagot I & II (en dubbelende contrafagot)
- Hoorn I, II, II, IV (in F)
- Trompet I & II (in C)
- Celesta
- Strijkers

De wereldpremière van de orkestversie was in de Royal Albert Hall in Londen tijdens een concert van de Royal Philharmonic Society op 14 november 1942, met Ernest Gillegin en Frederick Bradshaw (slagwerk), Louis Kentner en Ilona Kabos (piano's) en het London Philharmonic Orchestra onder leiding van Adrian Boult.  De componist en Ditta Pásztory-Bartók waren de pianisten  tijdens een uitvoering in  New York in januari 1943 met de New York Philharmonic onder leiding van Fritz Reiner.  Dit was tevens Bartóks laatste openbare optreden. Hij stierf aan leukemie in 1945.